# Wallfahrtskirche St. Ulrich (Thann)

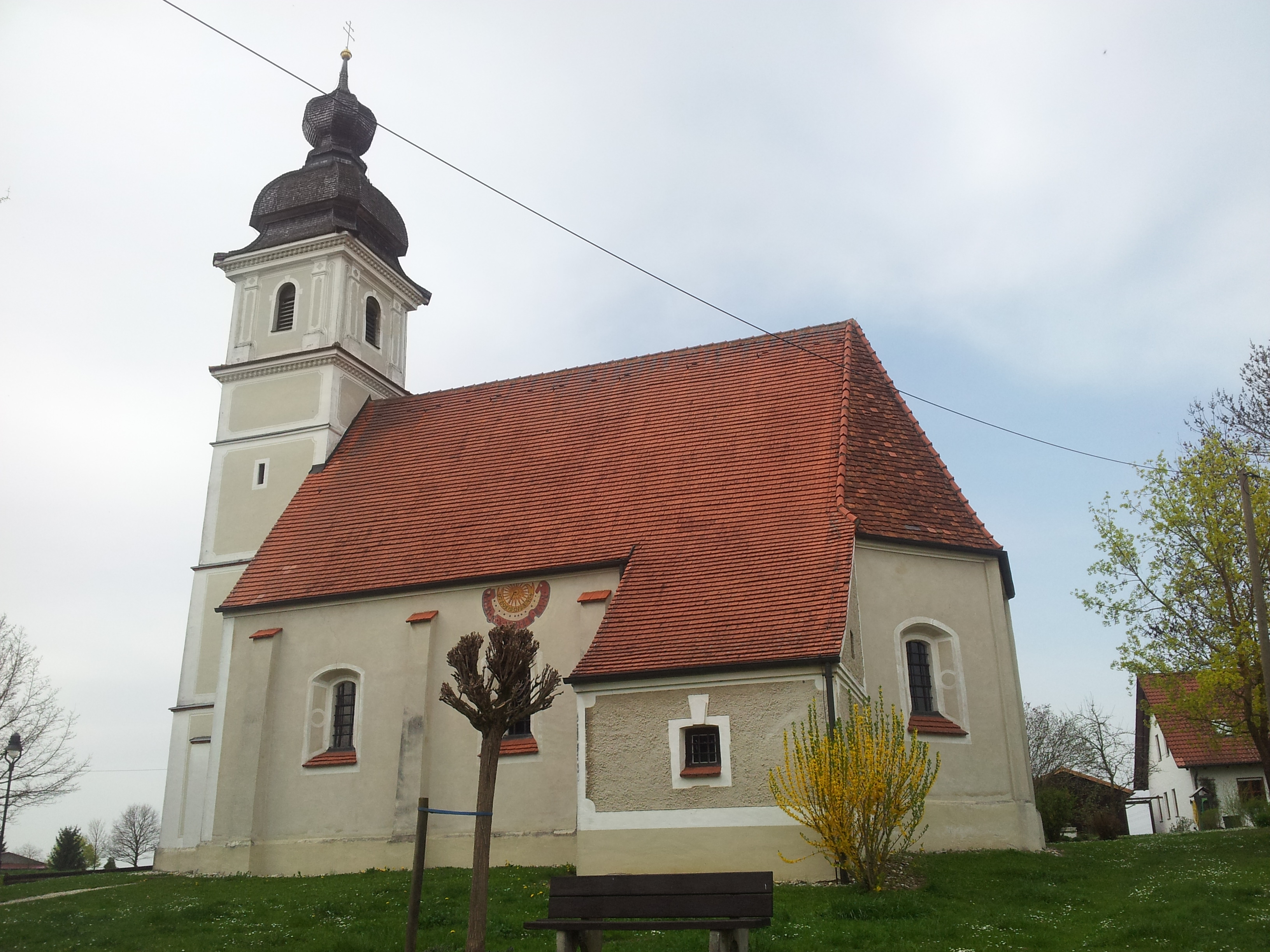
St. Ulrich in Thann

Die Wallfahrtskirche St. Ulrich ist die römisch-katholische Dorfkirche von Thann, einem Ortsteil der Gemeinde Zolling. Sie steht von weithin sichtbar am nordöstlichen Rand des Dorfes. Die Kirche ist dem Heiligen Ulrich von Augsburg geweiht.
Der Bau der Kirche geht ursprünglich auf den Thanner Bauern Hans Stöttner zurück. Nach einem Gelöbnis errichtete er 1581 über dem Stumpf einer Eiche eine kleine hölzerne Kapelle. 1597 ließ sie Heinrich von Flitzing, der damalige Besitzer der Hofmark, durch den heute noch vorhandenen Bau ersetzen.
Die Kirche entstand zunächst im spätgotischen Stil. Später wurde die Fassade barock überformt. Im Inneren überspannt ein Tonnengewölbe den Kirchenraum. Der Hauptaltar zeigt den Heiligen Ulrich während der Schlacht auf dem Lechfeld, die beiden Seitenaltäre Maria und den heiligen Sebastian.
Die Kirche steht unter Denkmalschutz (D-1-78-157-23).